# Fonautograf

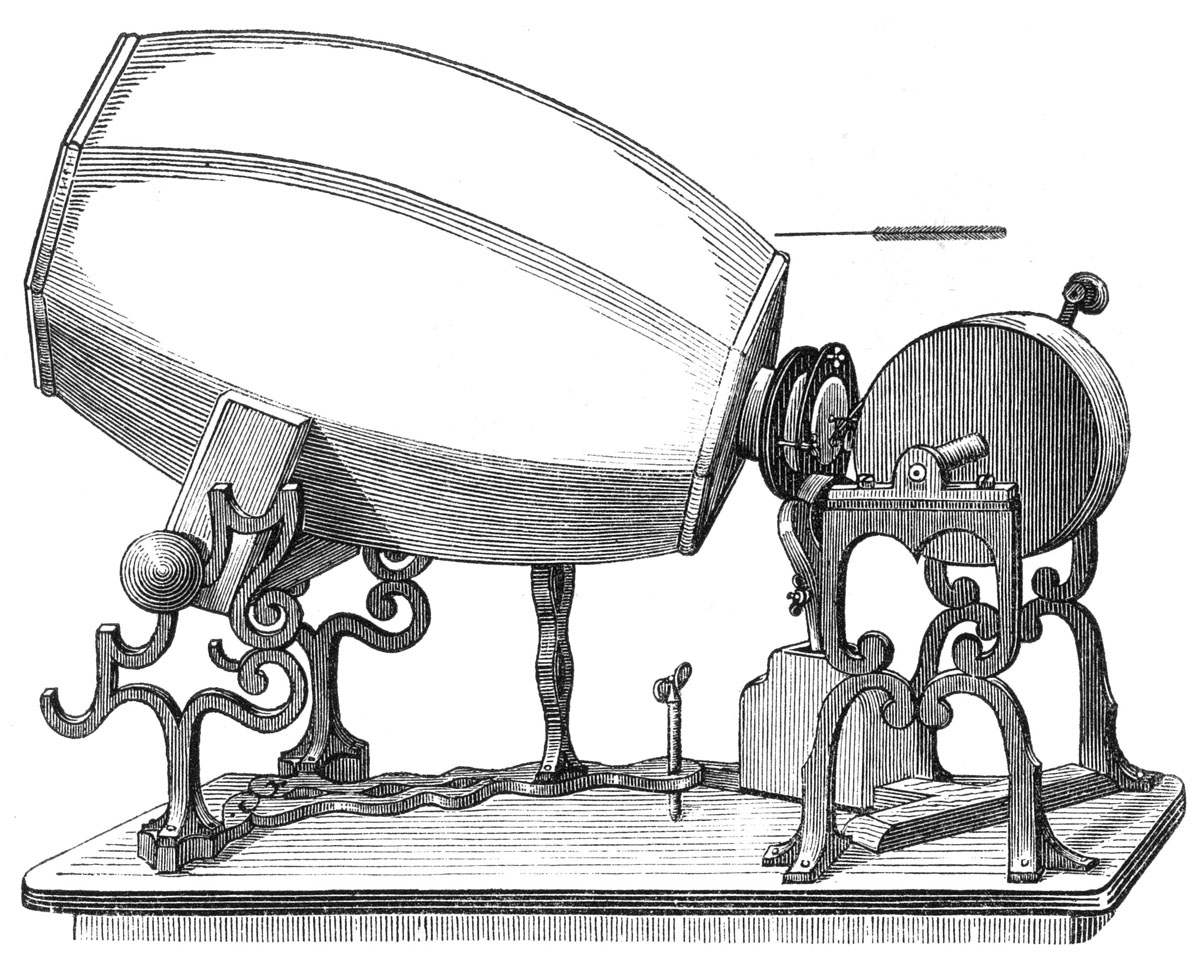
Model fonautografu (1857)

Fonautograf (phonautograph, phonograph, vibroautograph, vibrograph) je nejstarší známý přístroj k záznamu zvuku (zvukových vln). Do vynálezu fonautografu byly záznamy získávány fyzickým kontaktem s kmitajícím předmětem, který vydával zvuk (např. ladička), nikoli zvukovými vlnami, které se šíří vzduchem či jiným médiem.
Fonautograf vynalezl francouzský tiskař a knihovník Édouard-Léon Scott de Martinville. Původně jej vyvinul ke zobrazení frekvenční křivky zvuku, nikoli k záznamu a reprodukci zvuku. Přístroj byl patentován 25. března 1857 ve Francii a fungoval na principu činnosti lidského ucha. Vědci tak měli poprvé možnost studovat grafické zobrazení zvuku lidského hlasu či jiných zvuků.
Podstatnou část fonautografu tvořil papírový soudkovitý trychtýř, který simuloval ušní trubici zakončenou bubínkem. Jemný papír tvořil pružnou rezonanční membránu reagující na zvukové vlny. Membrána byla spojena s tenkou jehlou, která v podstatě napodobovala sluchové kůstky, tedy kladívko, kovadlinku a třmínek. Zvukové vlny se přenášely na jehlu, která ryla kmity do směsi jemného uhelného prášku a oleje nanesené v tenké vrstvě na povrchu papíru nebo skla. Papír, případně sklo se otáčely pomocí stočené pružiny (známé např. z hodinových strojů). Výsledkem bylo grafické znázornění zvukových vln. Takové záznamy nebylo možné přehrávat.
V roce 2008 byl digitalizován grafický záznam hlasu z 9. dubna 1860 a počítačově převeden do zvukové podoby.
Zaznamenána jsou zpívaná slova „Au clair de la lune, Pierrot repondit“ z francouzské lidové písně Au Clair de la Lune (Ve svitu měsíce) z 18. stol.
Fonautograf měl bezesporu svůj význam při vývoji fonografu a grafofonu.